# باران تایتان

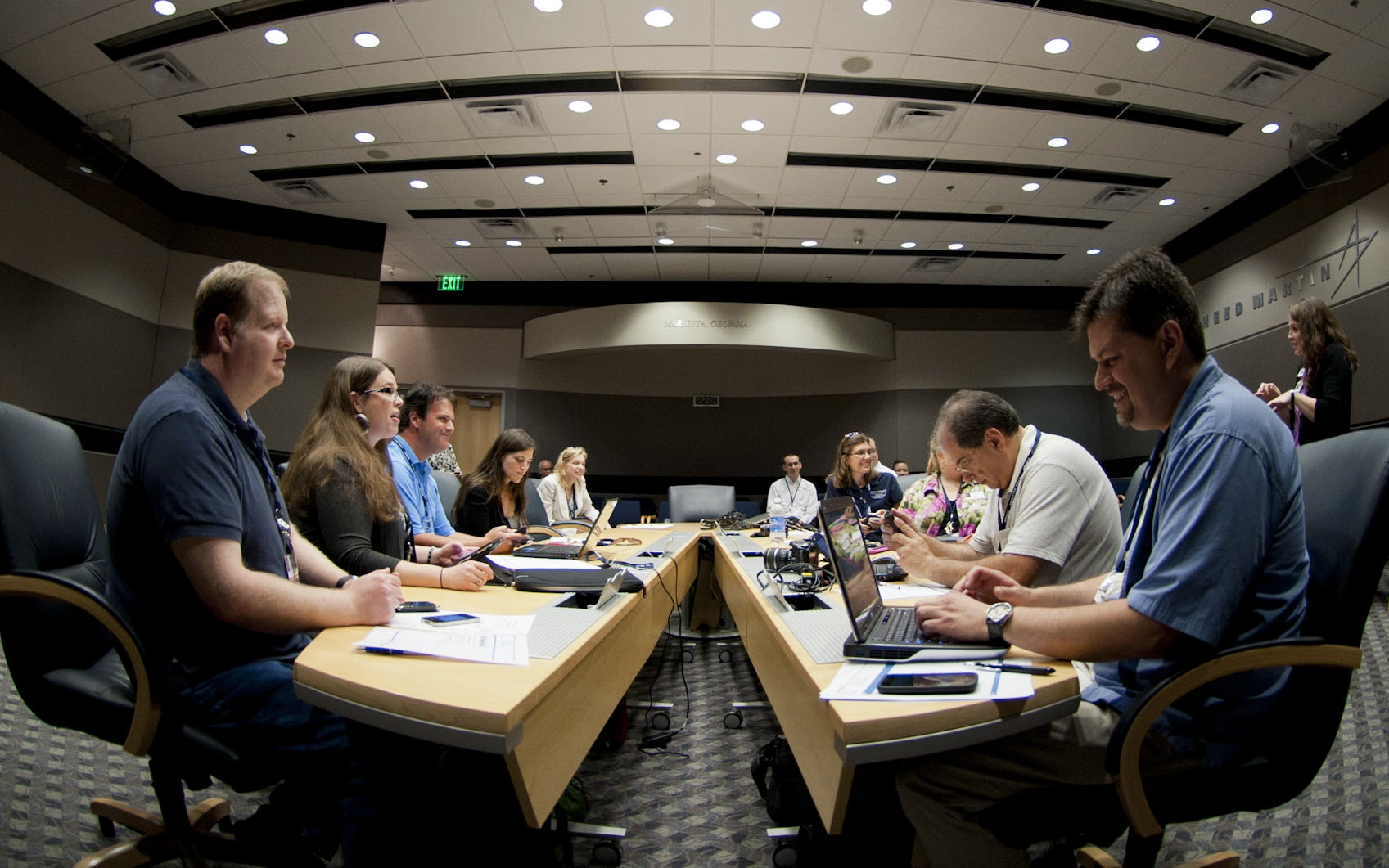
بحث هوانوردی در شرکت لاکهید مارتین

باران تایتان (انگلیسی: Titan Rain) نامی است که اف‌بی‌آی به مجموعه حملات سایبری علیه کامپیوترهای ایالات متحده از سال ۲۰۰۳ اعمال کرد. این حملات حداقل تا سه سال ادامه‌دار بود. این حملات از گوانگ‌دونگ چین آغاز شد. اعتقاد بر این است که این فعالیت با یک تهدید پیشرفته و مستمر مرتبط است. نام این تهدید توسط دولت فدرال ایالات متحده به عنوان باران تایتان مشخص شده است.